# Phenacoccus pergandei
Phenacoccus pergandei är en insektsart som beskrevs av Cockerell 1896. Phenacoccus pergandei ingår i släktet Phenacoccus och familjen ullsköldlöss. Inga underarter finns listade i Catalogue of Life.